# Subhumans
Subhumans je anglická anarcho-punková kapela zformovaná v oblasti Wiltshire v roce 1980. Zpěvák Dick Lucas býval členem další tamější kapely The Mental a další členové hráli v The Stupid Humans. Hudební styl kapely je zpravidla označován jako hardcore punk a anarcho-punk.

## Členové kapely

### Současní členové
- Dick Lucas - zpěv,piáno (1980–současnost)
- Bruce Treasure - kytara, doprovodný zpěv (1980–současnost)
- Phil - basa (1983–současnost)
- Trotsky - bicí (1980–současnost)

### Bývalí členové
- Steve Lucas - kytara
- Herb - basa (1980-1981)
- Grant Mulry - basa (1981-1983)
- Andy - bicí (1980)

## Diskografie

### Studiová alba
- The Day the Country Died (1983)
- From the Cradle to the Grave (1983)
- Worlds Apart (1985)
- 29:29 Split Vision (1986)
- Internal Riot (2007)

### Extended play
- Demolition War (1981)
- Reasons for Existence (1982)
- Religious Wars' (1982)
- Evolution (1983)
- Time Flies... but Aeroplanes Crash (1983)
- Rats (1984)
- Unfinished Business (1998)

### Kompilace
- EP-LP (1985)
- Time Flies + Rats (1990)

### Živé nahrávky
- Live in a Dive (2004)